# SuicideGirls
수어사이드걸즈(SuicideGirls, スーサイドガールズ)는 얼터너티브 핀업 사이트이다. 대부분의 페이지를 열람하려면 유료 회원가입이 필요하다. 회원에게는 모델의 핀업 사진 열람 외에 프로필 페이지에서의 블로그 투고, 모델에의 메시지 투고, 커뮤니티 게시판에서의 투고 등의 서비스가 제공된다.

## 역사
2001년에 숀 사르(사이트 내에서의 명칭은 Sean)와 세레나 무니(사이트 내에서의 명칭은 Missy)에 의해 설립되었다. 설립 당초는 오리건주 포틀랜드를 본거지로 하고 있었지만, 2003년에 캘리포니아주 로스엔젤스로 이전했다. "Suicide Girls"의 명칭은 포틀랜드에 거주하는 작가 척 패러뉴크의 소설 "서바이버"의 한 구절에서 따왔다.